# گلشیفته فراهانی
رهاورد فراهانی (زادهٔ ۱۹ تیر ۱۳۶۲) که با نام گلشیفته فراهانی شناخته می‌شود، بازیگر ایرانی است. او دختر بهزاد فراهانی و خواهر کوچک‌تر شقایق فراهانی است و فعالیت حرفه‌ای خود را با بازی در فیلم درخت گلابی (۱۳۷۶) آغاز کرد که برای آن برندهٔ سیمرغ بلورین بهترین بازیگر زن جشنواره فیلم فجر شد. او در سال ۱۳۸۲ برای نقش‌آفرینی در اشک سرما نیز نامزد دریافت این جایزه شد و برای فیلم بوتیک جایزهٔ بهترین بازیگر زن از جشنواره سه قاره را کسب کرد.
فیلم درباره الی (۱۳۸۷) با نقش آفرینی فراهانی با تحسین همگانی منتقدان همراه بود و چندین جوایز و نامزدی در سراسر جهان را کسب کرد. او بعد از آن به پاریس رفت و در هیچ فیلم ایرانی کار نکرد. او در چندین فیلم پرمخاطب از قبیل یک مشت دروغ (۲۰۰۸)، خروج: خدایان و پادشاهان (۲۰۱۴)، دزدان دریایی کارائیب: مردگان حکایت نمی‌کنند (۲۰۱۷) و استخراج (۲۰۲۰) ظاهر شده است. فراهانی در جوایز سزار برای بازی در سنگ صبور (۲۰۱۲) نامزد دریافت جایزهٔ امیدبخش‌ترین بازیگر زن شد. همچنین فیلم پترسون (۲۰۱۶) با نقش‌آفرینی او، نقدهای مثبتی را از سوی منتقدان دریافت کرده است.او در هفتادوهشتمین جشنواره فیلم لوکارنو در سال ۲۰۲۵ جایزه اکسلنس داویده کامپاری (Excellence Award Davide Campari) را دریافت می‌کند.

## زندگی و حرفه

### اوایل زندگی و پیشرفت غیرمنتظره
رهاورد فراهانی در ۱۹ تیر ۱۳۶۲ در تهران به دنیا آمد. پدر او بهزاد فراهانی، بازیگر است و مادرش نیز فهیمه رحیمی‌نیا است. خواهر بزرگ‌تر او شقایق فراهانی، بازیگر است و برادرش آذرخش فراهانی، موسیقی‌دان و نقاش است. هنگامی که والدینش برای تهیهٔ شناسنامه او نام گلشیفته را ارائه کردند، ادارهٔ مربوط با این نام مخالفت کرد و به‌ناچار، نام شناسنامه‌ای او با نام شناخته شده او تفاوت پیدا کرد. او در ۱۶ سالگی درحالی که در یکی از خیابان‌های تهران قدم می‌زده است مورد حمله فردی بنیادگرا قرار می‌گیرد که به پشت وی اسید می‌پاشد و منجر به سوختگی او می‌شود. او فارغ‌التحصیل در رشتهٔ موسیقی است.
فراهانی فعالیت حرفه‌ای خود در سال ۱۳۷۶ با فیلم درخت گلابی به کارگردانی داریوش مهرجویی آغاز کرد. این فیلم به داستان نویسنده‌ای (همایون ارشادی) می‌پردازد که برای نوشتن کتاب جدیدش به باغ خانوادگی می‌رود و در آن‌جا شیفتهٔ دخترعمه‌اش، میم (فراهانی) می‌شود. فراهانی در مراحل پیش از تولید فیلم در هنرستان موسیقی مشغول به تحصیل بود و مادرش مخالف با بازیگر شدن او بود. دستیار کارگردان فیلم پس از جستجوی فراوان برای یافتن بازیگر مناسب برای نقش میم، روزی به خانه فراهانی رفت و با گرفتن عکس از او و نشان دادن آن به مهرجویی باعث شد که مهرجویی از او برای بازی در این نقش دعوت کند. علی‌اصغر کشانی از وبگاه نماوا نقش‌آفرینی او را تحسین کرد و آن را از «جذاب‌ترین و ماندگارترین نقش‌ها در تاریخ سینما» یاد کرد. او برای نقش‌آفرینی در این فیلم برندهٔ جایزهٔ سیمرغ بلورین بهترین بازیگر نقش اول زن جشنواره فیلم فجر شد، که در ۱۴ سالگی جوان‌ترین فردی است که این جایزه را به خود اختصاص داده است. او چند سال بعد در فیلم هفت پرده (۱۳۷۹) به کارگردانی فرزاد مؤتمن ایفای نقش کرد که هیچ‌وقت منتشر نشد. داستان فیلم در مورد چهار جوان است که هر کدام به دلایل خود به دزدی می‌پردازند.
یک مشت دروغ اولین فیلم خارجی بود که او در آن به ایفای نقش پرداخت. در نخستین پوستر رسمی این فیلم هالیوودی که از سوی کمپانی برادران وارنر منتشر شد، نام گلشیفته فراهانی در فهرست بازیگران فیلم در مقام چهارم و به عنوان نخستین بازیگر زن فیلم به چشم می‌خورد. لئوناردو دی کاپریو، راسل کرو و مارک استرانگ، بازیگرانی هستند که نام‌هایشان پیش از فراهانی در پوستر فیلم قرار دارد. جای اژدها به کارگردانی رولند جافه و خورشت آلو با مرغ به کارگردانی مرجان ساتراپی و ونسان پارونو از دیگر فیلم‌های او در خارج از ایران هستند. در سال ۲۰۱۰ و در شصت و سومین دورهٔ جشنوارهٔ فیلم لوکارنو، فراهانی به عنوان عضو هیئت داوران این جشنواره انتخاب شد. فراهانی در سیزدهمین دورهٔ جشنوارهٔ بین‌المللی فیلم مراکش در دسامبر ۲۰۱۳ جز هیئت داوران بود. فراهانی دو بار در سال‌های ۲۰۱۰ و ۲۰۱۳ به عنوان داور در جشنواره فیلم ونیز حضور داشت. او در شصت و سومین دوره (۲۰۱۰) به عنوان عضو هیئت داوران این جشنواره و در هفتادمین دوره (۲۰۱۳) به عنوان یکی از داوران بخش افق‌های این جشنواره برگزیده شد. او همچنین در سال ۲۰۱۷ به عضویت آکادمی علوم و هنرهای سینما درآمد.

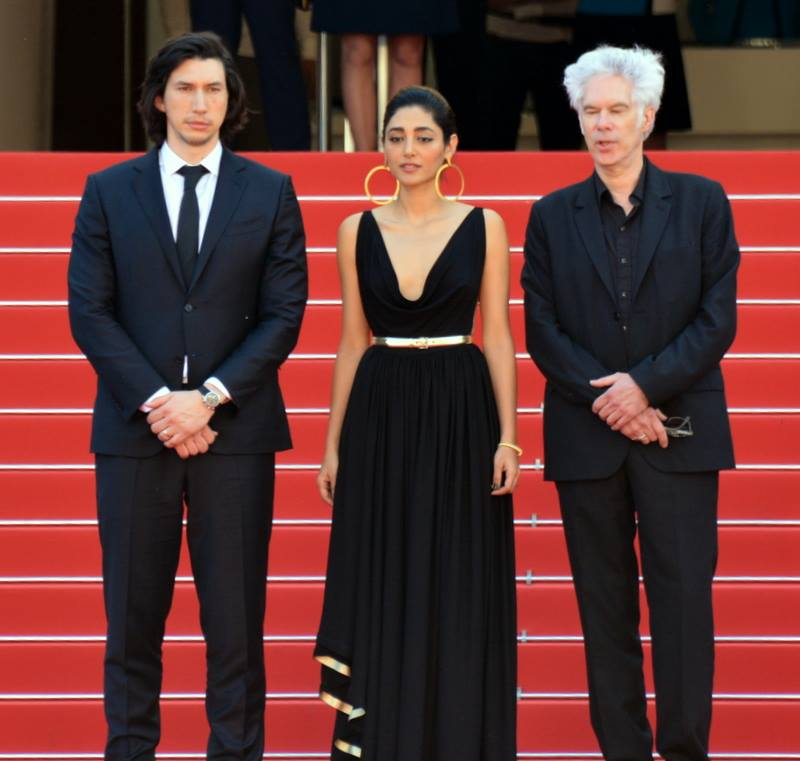
جیم جارموش، فراهانی و آدام درایور در معرفیِ فیلم پترسون (۲۰۱۶) در جشنواره فیلم کن ۲۰۱۶

فراهانی در مجموعهٔ تلویزیونی علمی تخیلی هجوم (۲۰۲۱–اکنون) از شبکهٔ اپل تی‌وی پلاس نقش مادری را ایفا می‌کند که در حین حملات فرازمینی‌ها در حال تلاش برای حفاظت از خانواده خود است. او در ابتدا تمایلی به حضور در یک پروژهٔ تلویزیونی را نداشت اما بعد از اینکه فیلم‌نامهٔ آن را خواند و احساس می‌کرد که از یک فیلم بهتر است، پذیرفت تا این نقش را ایفا کند. مراحل ساخت این پروژه برای او سخت و طاقت‌فرسا بود. این مجموعه نقدهای ضد و نقیضی از طرف منتقدان دریافت کرده است. اندرو وبستر از د ورج نقش‌آفرینی پریشان او یکی از نکات برجسته این مجموعه دانست. او در سال ۲۰۲۱ در مجموعهٔ تلویزیونی فرانسوی وی‌تی‌سی حضور داشت.
فراهانی در فیلم برادر و خواهر ساختهٔ ارنو دپلشن در کنار ماریون کوتیار و ملویل پوپو ایفای نقش کرد. او بار دیگر نقش نیک خان از فیلم استخراج را در دنباله‌اش با عنوان استخراج ۲ ایفا کرد.
فراهانی در هفتاد و سومین دوره جشنواره بین‌المللی فیلم برلین که در سال ۲۰۲۳ برگزار شد، از اعضای اصلی هیئت داوران به ریاست کریستن استوارت بود.

### خوانندگی
اولین تجربه خوانندگی او با آهنگ شهزاده رویا به همراه دوست صمیمی اش [[نبیDigarsanan  امیرآبادی]]بصورت تک آهنگ و آماتور شنیده شد اما با اقبال بی نظیری همراه شد
گلشیفته فراهانی پس از خارج شدن از ایران در زمینهٔ خوانندگی نیز فعالیت کرد و ترانه‌هایی نظیر سکوت، جستجوی سرنوشت و جز تو را اجرا کرد. در آلبوم آخ از محسن نامجو، گلشیفته فراهانی در تنظیم، نواختن پیانو و همخوانی همکاری نمود.
فراهانی در سال ۲۰۱۴ میلادی در نماهنگ (تک‌آهنگ) پولا (Pola) با خوانندگی گروه فرانسوی جبرووکی ایفای نقش کرد.

### مشکلات حرفه‌ای در ایران

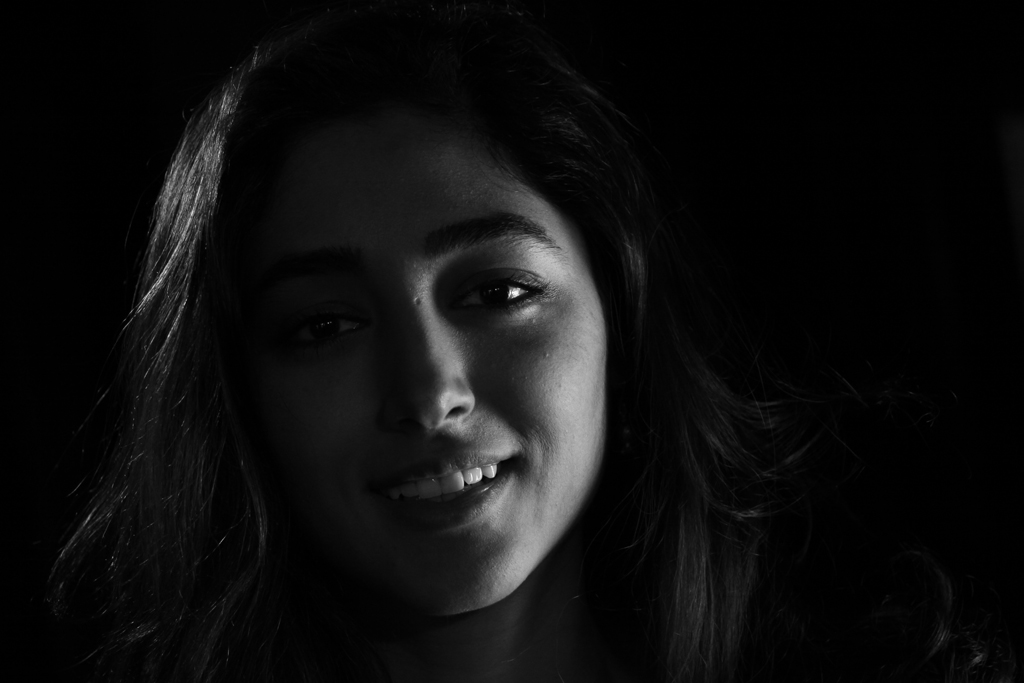
گلشیفته فراهانی در یک مصاحبه با تلویزیون فارسی بی‌بی‌سی

در مرداد سال ۱۳۸۷، خبر ممنوع‌الخروج شدن گلشیفته فراهانی به دنبال ایفای نقش وی در فیلم هالیوودی یک مشت دروغ اعلام شد. و بعد از مدتی خبری مبنی بر سفر او به آمریکا در خبرگزاری‌ها پخش شد. او در تیزر فیلم یک مشت دروغ در کنار لئوناردو دی‌کاپریو بدون حجاب دیده می‌شود. وزارت فرهنگ و ارشاد اسلامی – که کنترل فیلم‌ها را انجام می‌دهد – اعلام کرد که مسئول ممنوع‌الخروج کردن افراد نیست. در همین حال، فراهانی بخاطر بازی در فیلم هالیوودی تذکر دریافت کرده بود. پس از این که شایعه‌هایی مبنی بر پیش آمدن مشکلاتی برای وی در ایران رواج پیدا کرد، ریدلی اسکات کارگردان فیلم تلاش کرد با تغییراتی در فیلمنامه شرایطی را بر اساس قوانین ایران رعایت کند تا فیلم مشکلی برای فراهانی ایجاد نکند.
در تاریخ ۷ اکتبر ۲۰۰۸ میلادی، گلشیفته فراهانی در مصاحبه با روزنامه آمریکایی دیلی‌نیوز گفت: «این فیلم برای من دردسرهای زیادی ایجاد کرد. گذرنامه من را توقیف کردند و چندین بار از طرف وزارت اطلاعات بازجویی شدم. نهایتاً قاضی دادگاه انقلاب اعلام کرد که باید ابتدا فیلم را ببیند تا نهایتاً حکم قضایی را برایم صادر کند.»
جواد شمقدری، معاونت سینمایی وزارت ارشاد، در نشست مطبوعاتی خرداد ماه ۱۳۹۰، دربارهٔ وضعیت گلشیفته فراهانی گفت:
«در ابتدای مسئولیتم با توجه به وضع موجود اعلام کردم که می‌تواند برگردد و تا آن لحظه منع زیادی برای بازگشت وجود نداشت، اما اتفاقاتی که امروز افتاده دیگر شرایط تغییر کرده و دیگر اختیار در دست ما نیست و حتی شنیدم فیلمی که در کردستان بازی کرده صحنه‌های خوبی ندارد که اگر حقیقت داشته باشد، دیگر جامعه سینمایی هم او را نمی‌پذیرد.»

فراهانی خود در گفتگو با بی‌بی‌سی فارسی دربارهٔ دلیل خروجش از ایران گفته بود:
«رفتاری که با من شد و بی‌اعتمادی که از یک سری مسئولین دیدم که در واقع پوست من را غلفتی کندند، باعث شد که دلم چنان بشکند که نتوان جمعش کرد.»

## در رسانه‌ها
من هدف و انگیزهٔ خاصی از انداختن عکس عریان نداشتم و نمی‌خواستم پرچم‌دار موضوع خاصی باشم. زیبایی آن این بود که مخالفان و موافقان حرکت من پاسخ همدیگر را دادند و داستان تمام شد
گلشیفته در گفتگویی با بی‌بی‌سی فارسی.

فراهانی نخستین‌بار در برابر دوربین ژان موندینو، عکاس سرشناس فرانسوی و برای مجلهٔ مادام فیگارو نیمه‌برهنه شد. همچنین فیلم کوتاهی از او و پانزده بازیگر جوانِ دیگر که نام‌شان برای نامزدی بخش «بهترین بازیگر مستعد» جایزهٔ سزار مطرح شده‌بود، منتشر شد که آن‌ها را در حال عریان‌شدن نشان می‌داد که مورد توجه رسانه‌ها قرار گرفت. او بعدها گفت در آن ویدئوی جایزهٔ سزار چیزی که به من گفتند این است که نما از بالای سینه‌ام است، اما بعد دیدم که از زیر سینه گرفته‌اند.
خبر انتشار کلیپ و تصویر برهنه بازیگر بالیده در سال‌های پس از انقلاب ۵۷، در شبکه‌های اجتماعی، سایت‌های خبری و وبلاگ‌های فارسی‌زبان، واکنش‌های گوناگونی را در حمایت یا اعتراض و محکومیت عریان‌شدنِ گلشیفته برانگیخت.
مجلهٔ اگوئیست که یک مجلهٔ هنری فرانسوی است، در هفدهمین شمارهٔ خود تصاویری کاملاً برهنه از گلشیفته فراهانی را منتشر کرد. عکاس این مجموعه عکس‌ها پائولو راورسی، عکاس سرشناس ایتالیایی مُد بود.
سید جواد هاشمی در یک مصاحبه اینترنتی با علی ضیا در ارتباط با عکس برهنه گلشیفته فراهانی واکنش نشان داد. او افزود آنها که به جای اندوه چشمانش، بدنش را دیدند، کثیف هستند. این افراد آن چیزی را که دوست داشتند دیدند نه آن چیزی که باید ببینند. صحبت‌های وی با انتقاد شدید خبرگزاری اصولگرایان روبرو شد، در جواب صحبت‌های وی نوشتند: که او خود انتخاب نمود چنین تصاویری را منتشر کند. اجباری در کار نبوده است.

## جایزه‌ها

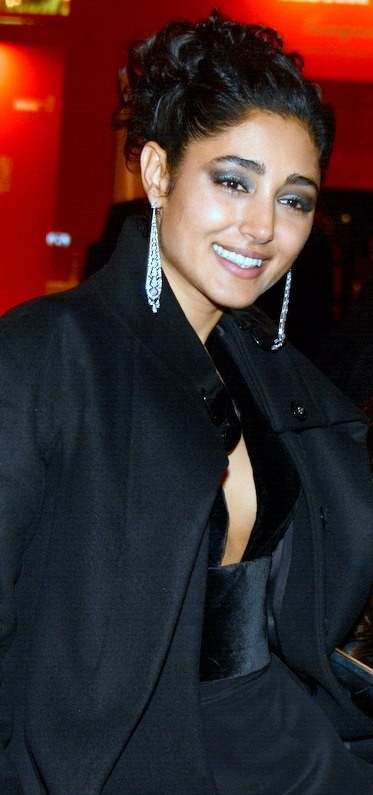

| سال | نتیجه    | رده                                     | جشنواره                                                      | برای بازی در فیلم               |
| --- | -------- | --------------------------------------- | ------------------------------------------------------------ | ------------------------------- |
|     | نامزدشده | بهترین نقش اول زن                       | دوره نهم جشن خانه سینما                                      | ماهی‌ها عاشق می‌شوند              |
|     | نامزدشده | بهترین نقش اول زن                       | دوره هشتم جشن خانه سینما                                     | بوتیک                           |
|     | نامزدشده | بهترین نقش اول زن                       | دوره دهم جشن خانه سینما                                      | میم مثل مادر                    |
|     | برنده    | جایزه هیئت داوران                       | دوره سی و هفتم جشنواره بین‌المللی فیلم رشد                    | میم مثل مادر                    |
|     | نامزدشده | بهترین نقش اول زن                       | دوره بیست و دوم جشنواره بین‌المللی فیلم فجر                   | بوتیک                           |
|     | برنده    | جایزه بهترین بازیگر زن                  | دوره بیست و ششم جشنواره بین‌المللی فیلم سه قاره نانت (فرانسه) | بوتیک                           |
|     | برنده    | تندیس زرین                              | هشتمین جشن خانه سینما                                        | «اشک سرما»                      |
|     | نامزدشده | بهترین بازیگر نقش اول زن                | سی‌امین جشنواره فیلم فجر                                      | 《همیشه پای یک زن در میان است》 |
|     |          | بهترین بازیگرانتخاب نویسندگان و منتقدان | بیست و دومین جشنواره فیلم فجر                                | «بوتیک» و «اشک سرما»            |
|     | برنده    | سیمرغ بلورین بهترین بازیگر              | بخش بین‌الملل شانزدهمین جشنواره فیلم فجر                      | درخت گلابی                      |

## فیلم‌شناسی

### فیلم
| سال  | عنوان                                      | نقش          | توضیحات | منا.   |
| ---- | ------------------------------------------ | ------------ | ------- | ------ |
| ۱۳۷۶ | درخت گلابی                                 | میترا        |         |        |
| ۱۳۷۹ | هفت پرده                                   | فرشته        |         |        |
| ۱۳۸۰ | زمانه                                      | زمانه        |         |        |
| ۱۳۸۱ | دو فرشته                                   | آذر          |         |        |
| ۱۳۸۱ | جایی دیگر                                  | رها          |         |        |
| ۱۳۸۲ | بوتیک                                      | اِتی          |         |        |
| ۱۳۸۲ | بابا عزیز                                  | نور          |         |        |
| ۱۳۸۲ | اشک سرما                                   | روناک        |         |        |
| ۱۳۸۳ | ماهی‌ها عاشق می‌شوند                         | توکا         |         |        |
| ۱۳۸۴ | به نام پدر                                 | حبیبه        |         |        |
| ۱۳۸۵ | میم مثل مادر                               | سپیده        |         |        |
| ۱۳۸۵ | گیس‌بریده                                   | مریم         |         |        |
| ۱۳۸۵ | نیوه‌مانگ                                   | نیوه‌مانگ     |         |        |
| ۱۳۸۵ | سنتوری                                     | هانیه        |         |        |
| ۱۳۸۶ | دیوار                                      | ستاره        |         |        |
| ۱۳۸۷ | همیشه پای یک زن در میان است                | مریم         |         |        |
| ۱۳۸۷ | شیرین                                      | خودش         |         |        |
| ۱۳۸۷ | درباره الی                                 | سپیده        |         |        |
| ۲۰۰۸ | یک مشت دروغ                                | عایشه        |         |        |
| ۲۰۱۰ | جای اژدها                                  | لیلا         |         |        |
| ۲۰۱۰ | خورش آلو با مرغ                            | ایران        |         |        |
| ۲۰۱۰ | اگر بمیری، می‌کشمت                          | سی‌با         |         |        |
| ۲۰۱۱ | قاعدهٔ سه                                   | لوئیز        |         |        |
| ۲۰۱۲ | درست شبیه یک زن                            | ایرن         |         |        |
| ۲۰۱۲ | سنگ صبور                                   |              |         |        |
| ۲۰۱۳ | سرزمین شیرین فلفلی من                      | گُوِند         |         |        |
| ۲۰۱۴ | خروج: خدایان و پادشاهان                    | نفرتاری      |         |        |
| ۲۰۱۴ | بهشت                                       | یاسمین       |         |        |
| ۲۰۱۴ | گلاب                                       | مریم         |         |        |
| ۲۰۱۵ | دو دوست                                    | مونا         |         |        |
| ۲۰۱۵ | به خانه‌ات برو                              | نادا         |         | [ ۵۲ ] |
| ۲۰۱۶ | آلتامیرا                                   | کونچیتا      |         |        |
| ۲۰۱۶ | پترسون                                     | لورا         |         |        |
| ۲۰۱۶ | بدبیاری‌های سوفی                            | مادام دو ران |         |        |
| ۲۰۱۷ | دزدان دریایی کارائیب: مردگان حکایت نمی‌کنند | شانسا        |         | [ ۵۳ ] |
| ۲۰۱۷ | آواز عقرب‌ها                                | نوران        |         |        |
| ۲۰۱۸ | دختران آفتاب                               | بهار         |         |        |
| ۲۰۱۸ | قسمت بالایی                                | مَگی          |         |        |
| ۲۰۱۸ | شبی که جهان را می‌خورد                      | سارا         |         |        |
| ۲۰۱۹ | کاناپه تونسی                               | سلما         |         | [ ۵۴ ] |
| ۲۰۱۹ | نقطهٔ کور                                   | الهام        |         | [ ۵۵ ] |
| ۲۰۲۰ | استخراج                                    | نیک خان      |         | [ ۵۶ ] |
| ۲۰۲۲ | برادر و خواهر                              | فونیا        |         |        |
| ۲۰۲۲ | اژدهای پدرم                                | دِلا اِلِوِیتور  | صداپیشه | [ ۵۷ ] |
| ۲۰۲۳ | استخراج ۲                                  | نیک خان      |         | [ ۵۸ ] |
| ۲۰۲۴ | لولیتاخوانی در تهران                       | آذر نفیسی    |         | [ ۵۹ ] |
| ۲۰۲۴ | ویلیام تل                                  | سنا          |         |        |
| ۲۰۲۵ | آلفا                                       |              |         |        |

### تلویزیون
| سال  | عنوان     | نقش           | توضیحات  | منا.   |
| ---- | --------- | ------------- | -------- | ------ |
| ۲۰۱۹ | ژنرال لاک | یاسمین مدرانی | صداپیشه  | [ ۶۰ ] |
| ۲۰۲۱ | هجوم      | انیشا ملک     | نقش اصلی | [ ۶۱ ] |
| ۲۰۲۱ | وی تی سی  | نورا          | نقش اصلی |        |

### تئاتر
| سال  | نام تئاتر      | نقش    | یادداشت                             |
| ---- | -------------- | ------ | ----------------------------------- |
| ۱۳۸۲ | مریم و مرداویج | مریم   |                                     |
| ۱۳۸۳ | نرگس سیاه      | کارگاه |                                     |
| ۱۳۸۴ | مفتش           | فیروزه | در ایران ممنوع شد.                  |
| ۱۳۹۱ | یک رؤیای خصوصی | سارا   | در آمریکا و کانادا به روی صحنه رفت. |